# Masami Shiratama
Masami Shiratama (4 de abril de 1974, Hiroshima), também conhecido como Tama, é um músico e compositor japonês.